# بلاس لانفير (أنغلزي)
بلاس لانفير (بالإنجليزية: Plas Llanfair)‏ هي منطقة سكنية تقع في ويلز في أنغلزي.